# Татарское сельское поселение (Смоленская область)
Татарское се́льское поселе́ние — муниципальное образование в Монастырщинском районе Смоленской области Российской Федерации.
Административный центр — деревня Татарск.

## Географические данные
- Расположение: юго-западная часть Монастырщинского района
- Граничит:
  - на северо-востоке — с Новомихайловским сельским поселением
  - на юго-востоке и юге — с Добросельским сельским поселением
  - на западе — с республикой Беларусь
  - на севере — с Краснинским районом.

По территории поселения протекают реки Вихра и Городня. На территории поселения в деревне Андрусово было заключено Андрусовское перемирие 1667 года.

## История
Образовано законом от 2 декабря 2004 года.  
Законом Смоленской области от 28 мая 2015 года во вновь образованное Татарское сельское поселение были включены все населённые пункты упразднённых Татарского сельского поселения (ранее существовавшего) и Добросельского сельского поселения.

## Население
| 2007  | 2011  | 2012  | 2013  | 2014  | 2015 | 2016  |
| ----- | ----- | ----- | ----- | ----- | ---- | ----- |
| 1094  | ↘913  | ↘871  | ↘832  | ↘790  | ↘783 | ↗1175 |
| 2017  | 2018  | 2019  | 2020  | 2021  |      |       |
| ↘1143 | ↘1106 | ↘1051 | ↘1041 | ↘1033 |      |       |

## Населённые пункты
На территории сельского поселения находятся 53 населённых пункта:
| №  | Населённый пункт | Тип     | Население |
| -- | ---------------- | ------- | --------- |
| 1  | Андрусово        | деревня | 13        |
| 2  | Большие Дуравки  | деревня | 12        |
| 3  | Большие Старыши  | деревня | 0         |
| 4  | Бохото           | деревня | 29        |
| 5  | Веревна          | деревня | 4         |
| 6  | Верезубы         | деревня | 0         |
| 7  | Внуково          | деревня | 4         |
| 8  | Высокое          | деревня | 15        |
| 9  | Гришино          | деревня | 6         |
| 10 | Доброселье       | деревня | 168       |
| 11 | Жуково           | деревня | 8         |
| 12 | Зубовщина        | деревня | 0         |
| 13 | Кадино           | деревня | 164       |
| 14 | Каманы           | деревня | 13        |
| 15 | Кисловичи        | деревня | 10        |
| 16 | Колесники        | деревня | 6         |
| 17 | Красатинка       | деревня | 5         |
| 18 | Красная Раевка   | деревня | 12        |
| 19 | Кретово          | деревня | 102       |
| 20 | Кривели          | деревня | 3         |
| 21 | Крупец           | деревня | 0         |
| 22 | Куровщина        | деревня | 3         |
| 23 | Малые Дуравки    | деревня | 2         |
| 24 | Малый Рай        | деревня | 0         |
| 25 | Мигновичи        | деревня | 161       |
| 26 | Моксаево         | деревня | 0         |
| 27 | Наземки          | деревня | 7         |
| 28 | Обидовка         | деревня | 3         |
| 29 | Октябрьское      | деревня | 226       |
| 30 | Пепелевка        | деревня | 5         |
| 31 | Полом            | деревня | 4         |
| 32 | Полом            | деревня | 0         |
| 33 | Пузырево         | деревня | 0         |
| 34 | Пурыгино         | деревня | 4         |
| 35 | Раевка           | деревня | 234       |
| 36 | Свекровщина      | деревня | 9         |
| 37 | Семоржа          | деревня | 10        |
| 38 | Слобода          | деревня | 0         |
| 39 | Слобода          | деревня | 94        |
| 40 | Слобода          | деревня | 13        |
| 41 | Сосонник         | деревня | 3         |
| 42 | Старая           | деревня | 10        |
| 43 | Старокадино      | деревня | 6         |
| 44 | Танцы            | деревня | 0         |
| 45 | Тарасово         | деревня | 4         |
| 46 | Татарск          | деревня | 301       |
| 47 | Тихановка        | деревня | 10        |
| 48 | Тишковка         | деревня | 0         |
| 49 | Туремск          | деревня | 0         |
| 50 | Холм             | деревня | 33        |
| 51 | Хотылевка        | деревня | 0         |
| 52 | Хотяны           | деревня | 35        |
| 53 | Шишково          | деревня | 1         |

## Местное самоуправление
Главой поселения и Главой администрации является Мурашкина Елена Сергеевна.

## Известные уроженцы
- Чернюгов, Спиридон Сергеевич (1901—1960) — советский военачальник, гвардии генерал-майор. Родился в ныне упраздненной деревне Горюньково.